# فيلاألديمايرو
بلدية فيلاألديمايرو (بالإسبانية: Villaldemiro)‏, هي إحدى بلديات مقاطعة برغش, التي تقع في منطقة قشتالة وليون, والتي تقع في شمال غرب إسبانيا.
يبلغ عدد سكانها 74 نسمة وفقاً لإحصائية سنة (2002).